# Шарлотта Мария Стюарт
Шарло́тта Мари́я Стю́арт (англ. Charlotte Maria Stuart), также Шарло́тта Мари́я Йо́ркская (англ. Charlotte Maria of York; 16 августа — 6 октября 1682, Лондон) — англо-шотландская принцесса из дома Стюартов; дочь короля Якова II от его брака с Марией Моденской. Родилась и умерла в правление дяди Карла II, не имевшего законных детей. На протяжении всей жизни Шарлотта Мария занимала четвёртое место в линии престолонаследия после отца и единокровных сестёр Марии и Анны.

## Биография
Шарлотта Мария родилась 16 августа 1682 года по разным данным в Сент-Джеймсском дворце или Виндзорском замке. Принцесса была четвёртой дочерью и пятым ребёнком Джеймса Стюарта, герцога Йоркского (будущего короля Якова II), и его второй жены Марии Моденской. По отцу девочка была внучкой короля Англии, Ирландии и Шотландии Карла I и французской принцессы Генриетты Марии; по матери — герцога Модены и Реджио Альфонсо IV д’Эсте и мазаринетки Лауры Мартиноцци. 
Появление на свет Шарлотты Марии стало результатом седьмой беременности Марии Моденской: в 1674—1681 годах мать принцессы рожала мёртвых и умерших вскоре после рождения детей. На протяжении всей своей жизни принцесса была единственным ребёнком герцогской четы. Кроме того, у Шарлотты Марии было две сестры, доживших до зрелого возраста, от первого брака отца с Анной Хайд — Мария и Анна; обе они впоследствии наследовали трон в собственном праве. Принцесса родилась в правление дяди Карла II, не имевшего законных детей, и занимала четвёртое место в линии престолонаследия после отца и единокровных сестёр.
Во время беременности в 1681 году на конной прогулке с Марией Моденской произошёл несчастный случай, однако беременность не прервалась, и в 1682 году в Лондон приехала мать Марии, Лаура Мартиноцци, чтобы присутствовать на родах. Роды оказались настолько стремительными, что их пропустили не только король и супруг Марии, но и акушерка, которая не успела прибыть вовремя; вместе с тем, успели позвать свидетелей, подтвердивших королевское происхождение младенца. Девочка родилась вполне здоровым и крепким ребёнком, однако вскоре стала страдать судорогами, от которых и умерла в возрасте чуть менее двух месяцев в Сент-Джеймсском дворце. Маленькая принцесса была похоронена в Вестминстерском аббатстве в капелле Генриха VII. Шарлотта Мария стала последней дочерью герцогской четы, рождённой в Англии. Смерть Шарлотты Марии, по словам французского посла, отняла у её отца «всякую надежду на то, что кто-то из его детей будет жить».